# 7104 Manyousyu
7104 Manyousyu (1977 DU) là một tiểu hành tinh vành đai chính được phát hiện ngày 18 tháng 2 năm 1977 bởi H. Kosai ở Đài thiên văn Kiso.